# Pilota de beisbol

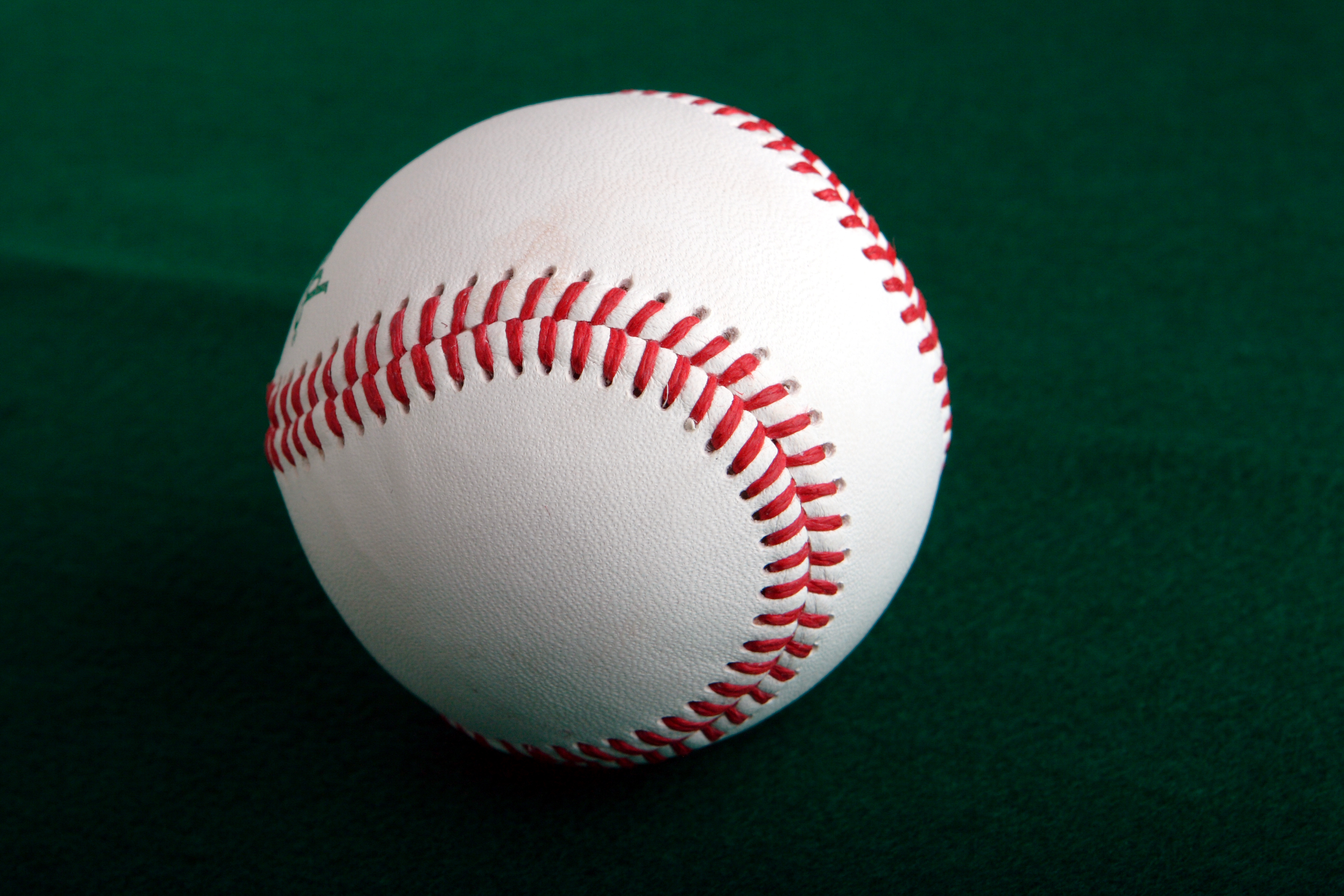
Una pilota de beisbol.

Una pilota de beisbol és una pilota utilitzada principalment en el beisbol. Està formada per un centre de goma i està embolicada amb fil i coberta amb cuir. És de 22 a 24 cm de circumferència (de 7,3 a 7,6 cm de diàmetre). El fil que embolica la pilota pot arribar a tenir una llargada d'un quilòmetre i mig.